# Heihe
Heihe (kinesisk: 黑河; pinyin: Hēihé; Wade-Giles: Hēi-hó, = Den sorte flod) er en by på præfekturniveau i provinsen Heilongjiang i det nordøstlige Kina.
Byen ligger ved grænsen til Rusland, på den søndre bred af floden Amur (på kinesisk: Heilongjiang) over for den russiske grænseby Blagovesjtjensk. Heihe og Blagovesjtjensk danner en frihandelszone som er et af de vigtigste centre for den sino-russiske handel. Præfekturet har et areal på 54.390 km² og en befolkning på ca. 1,73 mio. mennesker (2003).
Den gamle grænsepost Aigun er blevet flyttet syd for Amur og er nu genopstået som del af det moderne Heihe.

## Administrative enheder
Heihe bypræfektur har jurisdiktion over et distrikt (区 qū), 2 byamter (市 shì) og 3 amter (县 xiàn).
| Kort            | Kort        | Kort       | Kort            | Kort                   | Kort        | Kort      |
| --------------- | ----------- | ---------- | --------------- | ---------------------- | ----------- | --------- |
| Kort over Heihe |             |            |                 |                        |             |           |
| #               | Navn        | Hanzi      | Pinyin          | Befolkning (2003 est.) | Areal (km²) | Indb./km² |
| Distrikter      |             |            |                 |                        |             |           |
| 1               | Aihui       | 爱辉区     | Àihuī Qū        | 190 000                | 13 993      | 14        |
| Byamter         |             |            |                 |                        |             |           |
| 2               | Bei'an      | 北安市     | Běi'ān Shì      | 470 000                | 6 313       | 74        |
| 3               | Wudalianchi | 五大连池市 | Wǔdàliánchí Shì | 360 000                | 9 800       | 37        |
| Amter           |             |            |                 |                        |             |           |
| 4               | Nenjiang    | 嫩江县     | Nènjiāng Xiàn   | 500 000                | 15 360      | 33        |
| 5               | Xunke       | 逊克县     | Xùnkè Xiàn      | 110 000                | 17 020      | 6         |
| 6               | Sunwu       | 孙吴县     | Sūnwú Xiàn      | 100 000                | 4 454       | 22        |

Bydistriktet Aihuis befolkningsudvikling går hurtig:
- 1990 – 80 282
- 2000 – 112 961
- 2002 – 119 500
- 2003 – 190 000

## Trafik
Kinas rigsvej 202 begynder i Heihe i provinsen Heilongjiang, passerer gennem Harbin og Shenyang, og ender i Dalian ved det Gule Hav.